# تازة قلعة (أختاتشي)
تازة قلعة (بالفارسية: تازه‌قلعه) هي قرية تقع في إيران في قسم أختاتشي الريفي. يقدر عدد سكانها بـ 333 نسمة .